# رابرت فیلمر
سِر رابرت فیلمر (به انگلیسی: sir robert filmer) (زاده ۱۵۸۸ - مرگ ۱۶۵۳) نظریه‌پرداز سیاسی اهل انگلستان بود که در آثار خود به دفاع از حقوق الهی پادشاهان پرداخت. 

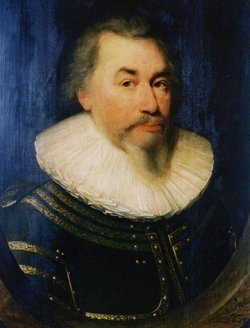
پرتره‌ای از سِر رابرت فیلمر در سال ۱۶۵۰

شناخته‌شده‌ترین اثر او «پدرسالار» نام دارد که جان لاک در دو رساله در باب حکومت به نقد تفصیلی این اثر می‌پردازد. فیلمر خود از منتقدان توماس هابز و جان میلتون بود. فیلمر پدرسالاری را تنها رابطه قدرت مشروع در جهان می‌دانست که هم در سطح خانواده و هم در سطح حکومت به آن قائل بود و بر این باور بود که این سلسله مراتب قدرت خواسته خداوند است. او برای توجیه موضع خود بر داستان آدم و حوا که در کتاب مقدس آمده تکیه می‌کند. کتاب پدرسالار توسط علی اردستانی در سال ۱۳۹۶ به فارسی برگردانده شده که توسط انتشارات نگاه معاصر به چاپ رسیده است.